# Hiroki Kishida
Hiroki Kishida (岸田 裕樹 Kishida Hiroki?), född 7 juni 1981 i Hyōgo prefektur, är en japansk före detta fotbollsspelare.
Kishida började sin karriär 2004 i Vissel Kobe. 2005 flyttade han till YKK AP. Han gick tillbaka till Vissel Kobe 2007. 2010 flyttade han till Fagiano Okayama. Han avslutade karriären 2011.